# 贝里地区塞尔努瓦
贝里地区塞尔努瓦（法語：Cernoy-en-Berry，法語發音：[sɛʁnwa ɑ̃ beʁi]）是法国卢瓦雷省的一个市镇，位于该省东南部，属于蒙塔日区。

## 地理
贝里地区塞尔努瓦（47°32'24"N, 2°39'40"E）面积28.23 平方千米，位于法国中央-卢瓦尔河谷大区卢瓦雷省，该省份为法国中北部省份，北起埃松省，西北接厄尔-卢瓦省，西南接卢瓦-谢尔省，南至涅夫勒省和谢尔省，东临约讷省，东北接塞纳-马恩省。
与贝里地区塞尔努瓦接壤的市镇（或旧市镇、城区）包括：巴尔略、布朗卡福尔、欧特里勒沙泰勒、卢瓦尔河畔沙蒂永、皮埃尔菲特-埃斯布瓦、卢瓦尔河畔圣菲尔曼。

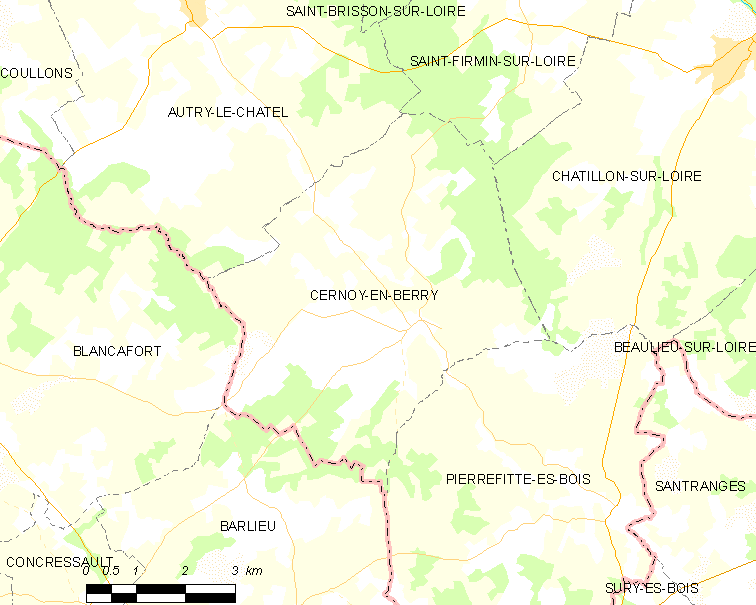
贝里地区塞尔努瓦的OSM定位图

贝里地区塞尔努瓦的时区为UTC+01:00、UTC+02:00（夏令时）。

## 行政
贝里地区塞尔努瓦的邮政编码为45360，INSEE市镇编码为45064。

## 政治
贝里地区塞尔努瓦所属的省级选区为日安县。

## 人口

1962-2008年间贝里地区塞尔努瓦人口变化图示

贝里地区塞尔努瓦于2022年1月1日时的人口数量为427人。